# San Anselmo (Kalifornija)
San Anselmo je gradić u američkoj saveznoj državi Kalifornija. Prema popisu stanovništva iz 2010. u njemu je živjelo 12.336 stanovnika.